# Jeyaveera Cinkaiariyan
Jeyaveera Cinkaiariyan (tàmil செயவீர சிங்கையாரியன்) (mort 1410?) fou rei de la dinastia Aryacakravarti que va governar el regne de Jaffna al nord de la moderna Sri Lanka, que va succeir al seu pare Virodaya Cinkaiariyan i va tenir una confrontació militar amb un cap del sud conegut com a Alagakkonara. Segons fonts tradicionals, Alagkkonara va derrotar les forces navals de Jeyaveera i també a les forces de terra i va assumir el poder reial al sud, en el regne de Gampola. Més tard el rei Harihara II, el germà de Yuvaraja Virupanna, va envair Sri Lanka des de Karnataka, va derrotar a Alagkkonara i va establir un pilar de victòria allí.
Fins aquesta derrota tots els reis del sud pagaven tribut als Aryachakravartis. Ell o el seu successor es creu que fou el que va deixar una inscripció en el temple hindú de Rameswaram sobre renovació del seu sanctum sanctorum. Va indicar les pedres que calien per les renovacions que van ser embarcades de la ciutat de Trincomalee a l'est de Sri Lanka. La majoria de les inscripcions en la base del sanctum foren o be destruïdes o be traslladades durant un conflicte entre els sacerdots i el raja de Ramnad el 1866.
Va compondre com a crònica en vers sobre la història tradicional del temple de Koneswaram titulada "Dakshina Kailasa Puranam", coneguda avui com el Sthala Puranam del temple de Koneshwaram.
El va succeir el seu fill Gunaveera Cinkaiariyan.